# Отель у железной дороги (картина Хоппера)
«Отель у железной дороги» (англ. Hotel by a Railroad) — картина американского художника-реалиста Эдварда Хоппера, законченная в 1952 году. Хранится в коллекции музея Хиршхорна и сада скульптур в Вашингтоне, США. На картине изображена комната отеля в которой находятся женщина и мужчина. Женщина сидит в кресле и читает книгу. Мужчина курит сигарету и смотрит в окно.

## Описание
Мужчина и женщина, изображенные на картине, не смотрят друг на друга, и сама поглощённость двух людей собственными интересами одновременно и связывает, делая их похожими друг на друга, и разобщает, устанавливая преграду.
Это подчёркивается урезанной перспективой. Через окно, в направлении, в котором смотрит мужчина, мы можем увидеть стену и закрытое окно. В зеркале, которое вместе с окном является центром композиции, не видно ничего, кроме нечетких отражений.
Внимание женщины сосредоточено на её книге, мужчины —  на чем-то снаружи, чего мы не видим. Картина изображает сложное взаимодействие динамики, границ и поверхностей. И это также подчеркивает дефицит между желаниями и тем, что действительно видно.